# Museen von Mequinenza

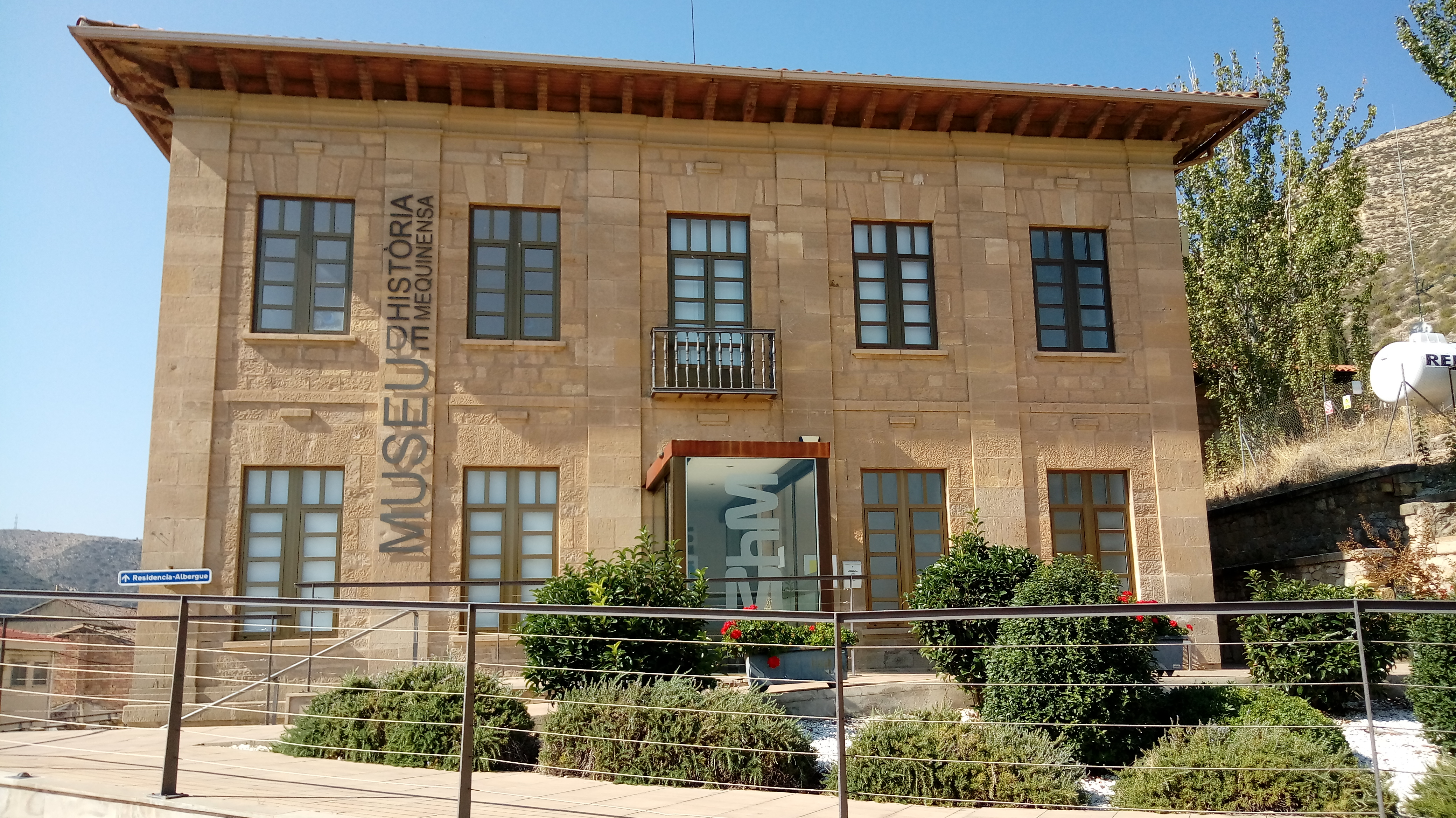
Museen von Mequinenza, 2017

Die Museen von Mequinenza sind drei Museumsräume in Mequinenza (Aragonien, Spanien).
Sie bestehen aus dem Bergwerksmuseum, dem Museum für Geschichte von Mequinenza und dem Museum für prähistorische Vergangenheit. Ihr Ziel ist es, den Bergbau und das historische Erbe der Stadt und insbesondere der Altstadt Mequinenza zu bewahren, die nach dem Bau des Ribarroja-Stausees unter dem Ebro verschwand. Sie wurden 1927 von der María Quintana School Group gegründet.

## Architektur
Das Gebäude, in dem sich das Museum für Geschichte von Mequinenza befindet, hat einen E-förmigen Grundriss mit einem länglichen Mittelkörper, der sich an der Vorderfassade um zwei seitliche Vorschübe und einen weiteren markanteren Mittelkörper erweitert. Ursprünglich als Schulgebäude genutzt, hatte es zwei Eingänge an den Seiten, die die Schulzone der Jungen im Erdgeschoss und diejenige der Mädchen im ersten Stock trennten. Dahinter wurde ein weiteres kleines Gebäude gebaut, in dem sich die Schulcafeteria und der Kindergarten befanden.
Das Gebäude besteht aus quadratischen Steinblöcken mit einem Gewölbedach aus arabischen Ziegeln und einer hölzernen Traufe, die im Stil der aragonesischen Renaissancepaläste hervorgehoben ist. Die Fenster sind gerade, bis auf einige im Obergeschoss, die von einem abgesenkten Bogen gekrönt werden. Aufgrund seines äußeren Erscheinungsbildes kommt es mit den regionalistischen Strömungen der Architektur des ersten Drittels des 20. Jahrhunderts in Kontakt.

## Anerkennungen
Die Museen von Mequinenza sind seit 2017 Teil des Iberischen Netzwerks der Geomining Spaces, der Vereinigung der literarischen Räume Espais Escrits und seit 2020 des Global Network of Water Museums der UNESCO.